# Uniwersytet w Salzburgu
Uniwersytet w Salzburgu (niem. Universität Salzburg, pełna nazwa Paris-Lodron-Universität Salzburg) – austriacka uczelnia publiczna w Salzburgu..
Pierwszy uniwersytet w Salzburgu został założony w 1622 przez arcybiskupa metropolitę Salzburga Parisa von Londrona. Uczelnia była wspierana przez opactwa benedyktyńskie, prowadzono na studia teologiczne, filozoficzne, a także prawnicze i medyczne. W 1810 roku, po przyłączeniu Salzburga do Królestwa Bawarii, uczelnia została rozwiązana.  
W 1962 roku uczelnia został założona na nowo, jako uczelnia państwowa, otrzymując imię założyciela Parisa von Londrona.  
W skład uczelni wchodzą następujące jednostki administracyjne:
- Wydział Sztuki i Nauk Humanistycznych
- Wydział Teologii Katolickiej
- Wydział Prawa
- Wydział Nauk Przyrodniczych